# Amt Klützer Winkel
Urząd Klützer Winkel (niem. Amt Klützer Winkel) – niemiecki urząd leżący w kraju związkowym Meklemburgia-Pomorze Przednie, w powiecie Nordwestmecklenburg. Siedziba urzędu znajduje się w mieście Klütz.
W skład urzędu wchodzi sześć gmin:
1. Boltenhagen
2. Damshagen
3. Hohenkirchen
4. Kalkhorst
5. Klütz
6. Zierow